# Église Notre-Dame-de-l'Assomption de Livré-sur-Changeon
Pour les articles homonymes, voir Église Notre-Dame-de-l'Assomption.
L'église Notre-Dame est une église située à Livré-sur-Changeon, en France.

## Localisation
L'église est située sur la commune de Livré-sur-Changeon, dans le département d'Ille-et-Vilaine.

## Historique
L'église Notre-Dame-de-l'Assomption est un prieuré fondé en 1023 par Geoffroy Ier, comte de Rennes, au profit de l'abbaye Saint-Florent-de-Saumur. Il est cédé en 1606 aux Jésuites de Rennes, puis après leur expulsion en 1762, au Collège de Rennes.
Edifiée aux XI et XIIe siècle, l'église va subir de multiples transformations jusqu'à nos jours. La façade ouest est reconstruite au XVIe siècle. Son portail porte la date "1515". Le bas-côté sud est achevé en 1537, en remplacement du collatéral roman.  Le clocher est remanié au XVIIIe siècle. Au XIXe siècle, l'édifice subit des modifications sous la direction d'Aristide Tourneux (chœur, sacristie). Le bas-côté nord est construit en 1889. 
Le monument est inscrit au titre des monuments historiques par arrêté du 6 janvier 1926 ; l'abside et les deux absidioles ont été classées par arrêté du 21 décembre 1982.

## Description
L'église est en croix latine, surmontée d'une cour de croisée cubique couverte d'une toiture à quatre pans en dôme surmontée d'un clocheton. Le chevet roman présente un plan bénédictin, chœur en abside et une absidiole sur chaque bras du transept.
L'intérieur est voûté de charpente. La nef présente des grandes arcades brisées du XVIe siècle ouvrant sur les bas-côtés. L'arc diaphragme, de plein cintre à simple rouleau, est roman et tranche avec la nef tant par sa forme que par son appareillage. En effet, rien à l’extérieur de l'église ni dans la nef n’annonce l’étonnante polychromie décorative du transept et du chœur, qui dateraient du XIIe siècle. Les arcs sont montés avec des claveaux alternés en grès roussard et en calcaire, sur des colonnes de grès roussard.
Les bras du transept sont séparés de la croisée par deux arcs de plein cintre superposés, disposition originale qui rappelle celle des édifices carolingiens (comme à Saint-Philibert de Grand-Lieu). L'arc délimitant le chœur est brisé et dénote une reconstruction postérieure.
L'absidiole sud a révélé des traces de fresques (fleurettes au pochoir), probablement du XVIe siècle.

Cet édifice possède quatre cloches. La plus grande a été fondue par le fondeur Bollée au Mans en 1860 et donne le Ré 3, les deuxième et troisième cloches ont été coulées en 1853 par le même fondeur, elles donnent les notes Fa 3 et Sol 3. La quatrième a été fondue en 1959 par le fondeur Paccard à Annecy-le-Vieux et donne le La 3.

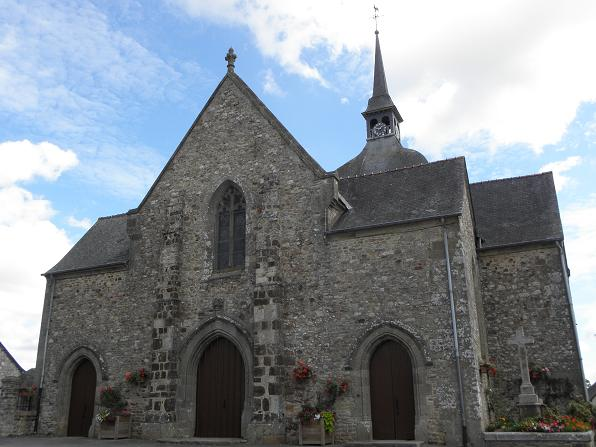
Façade ouest
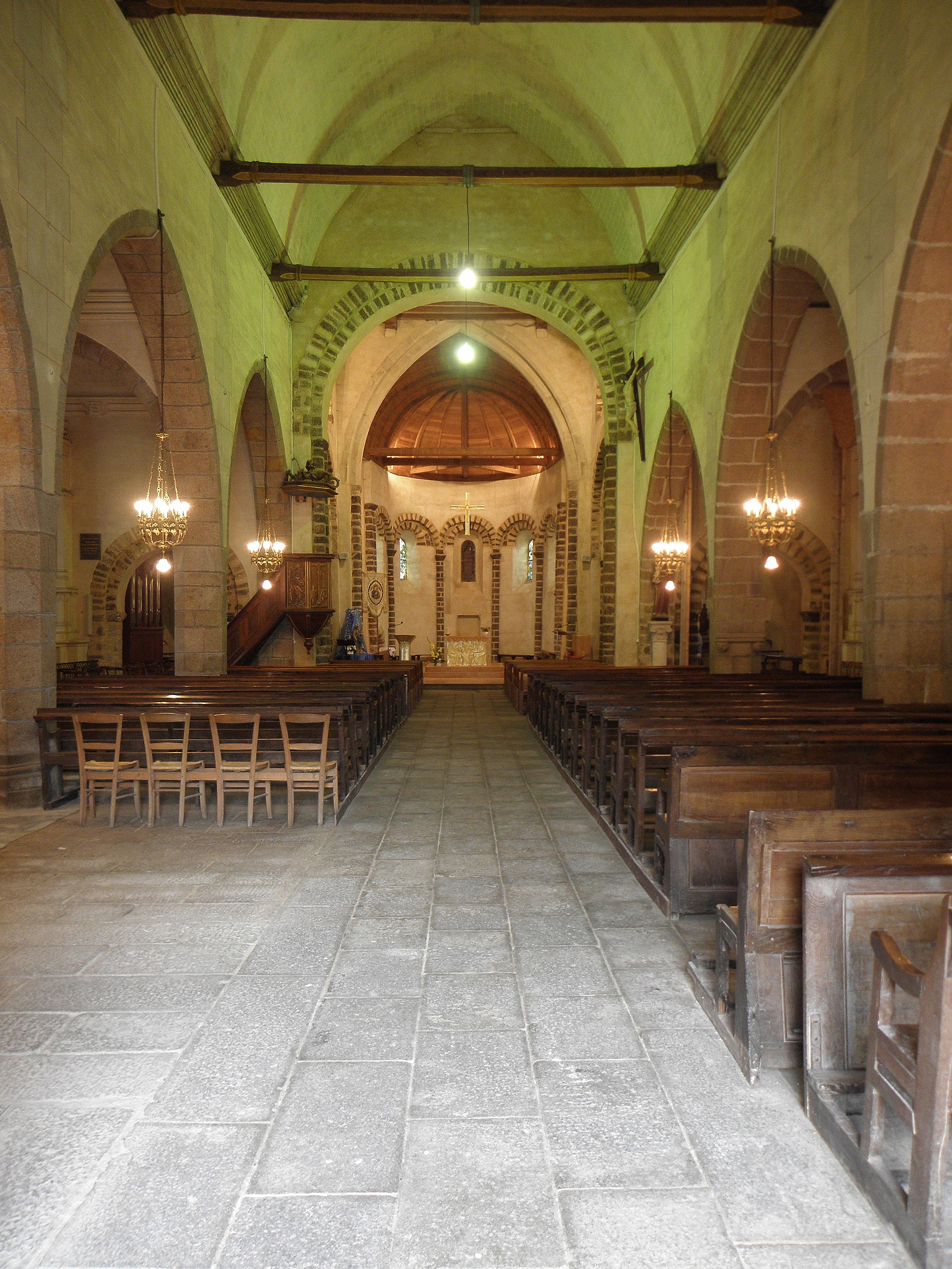
Nef
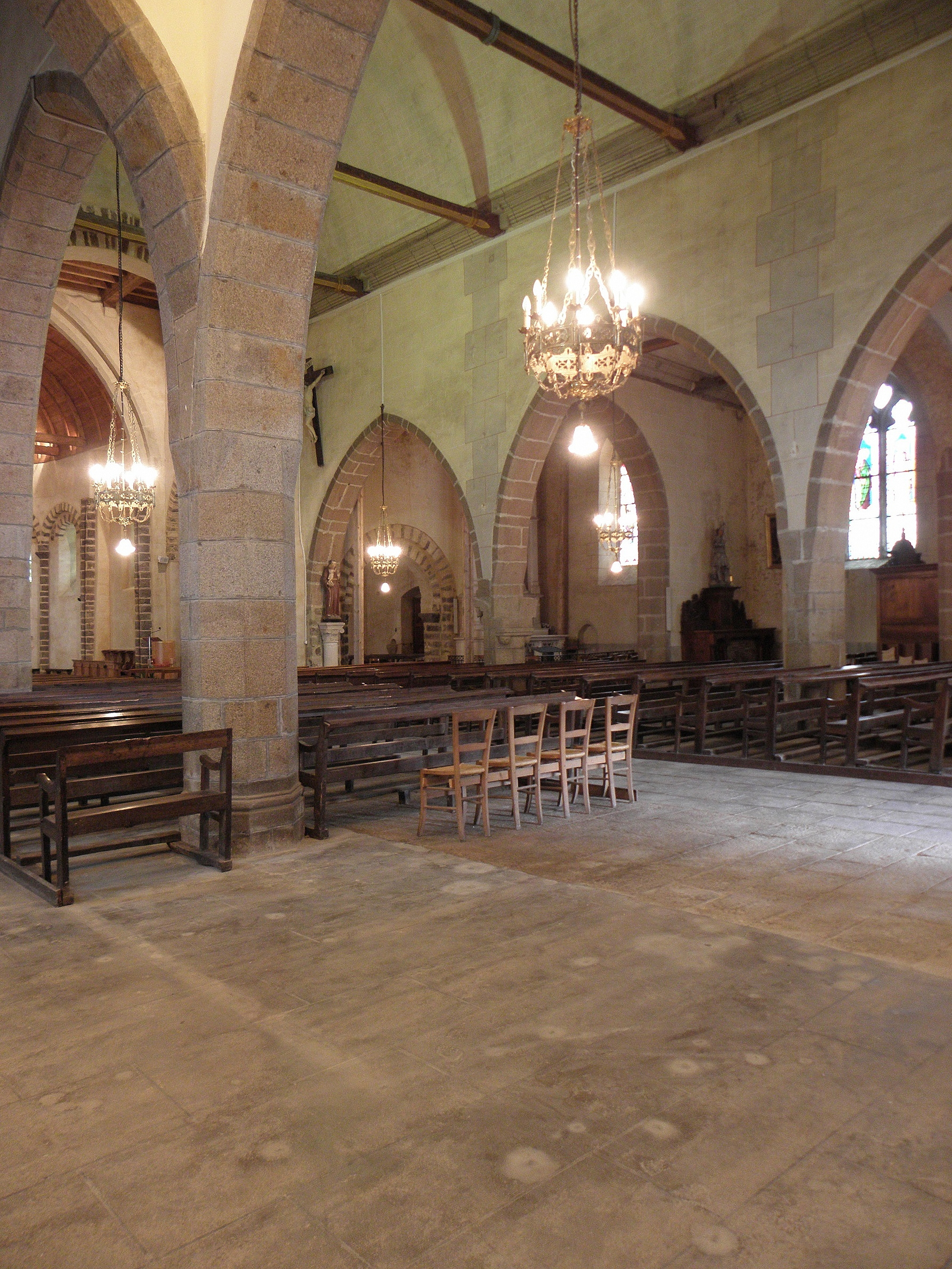
Nef
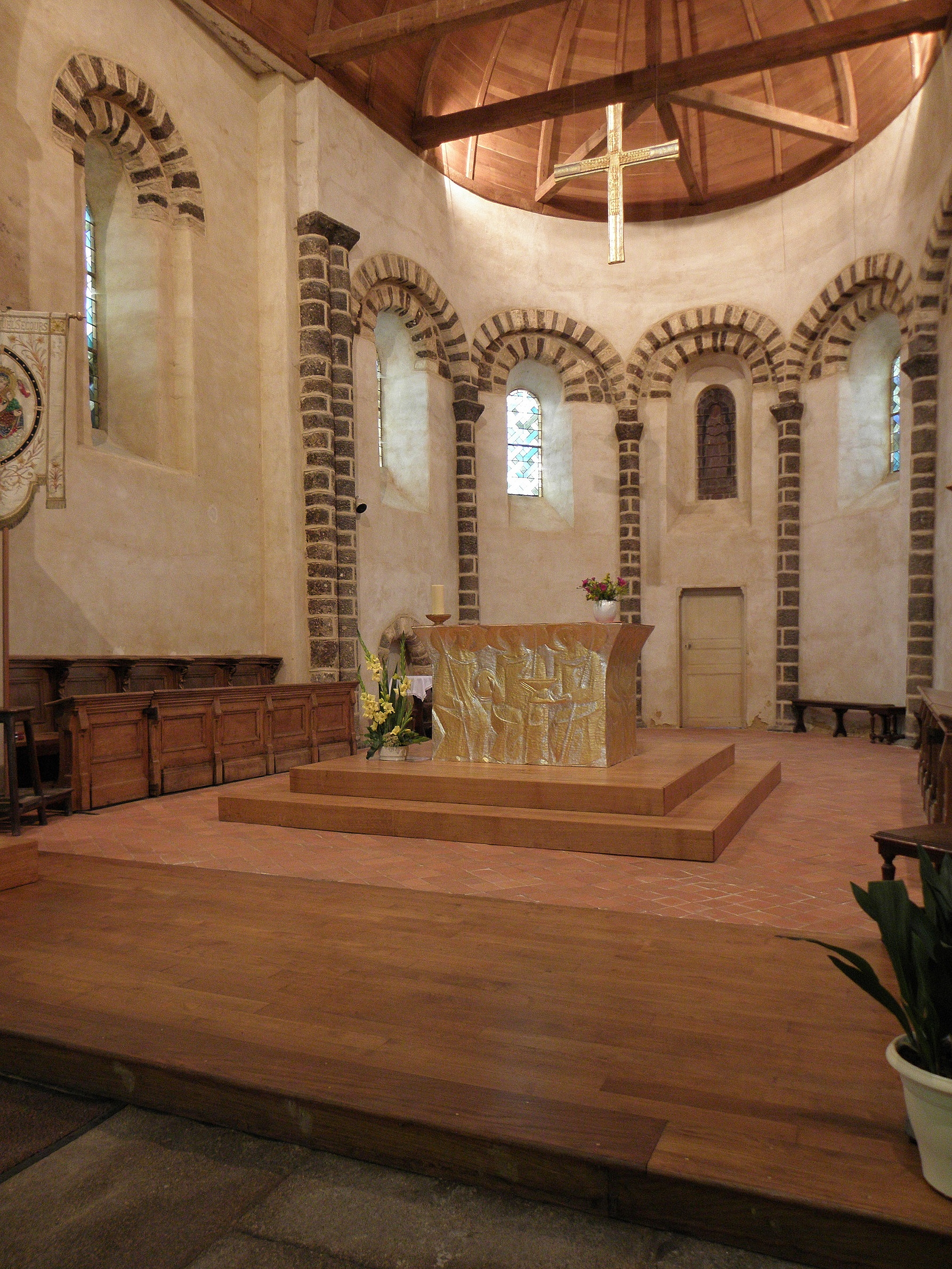
chœur
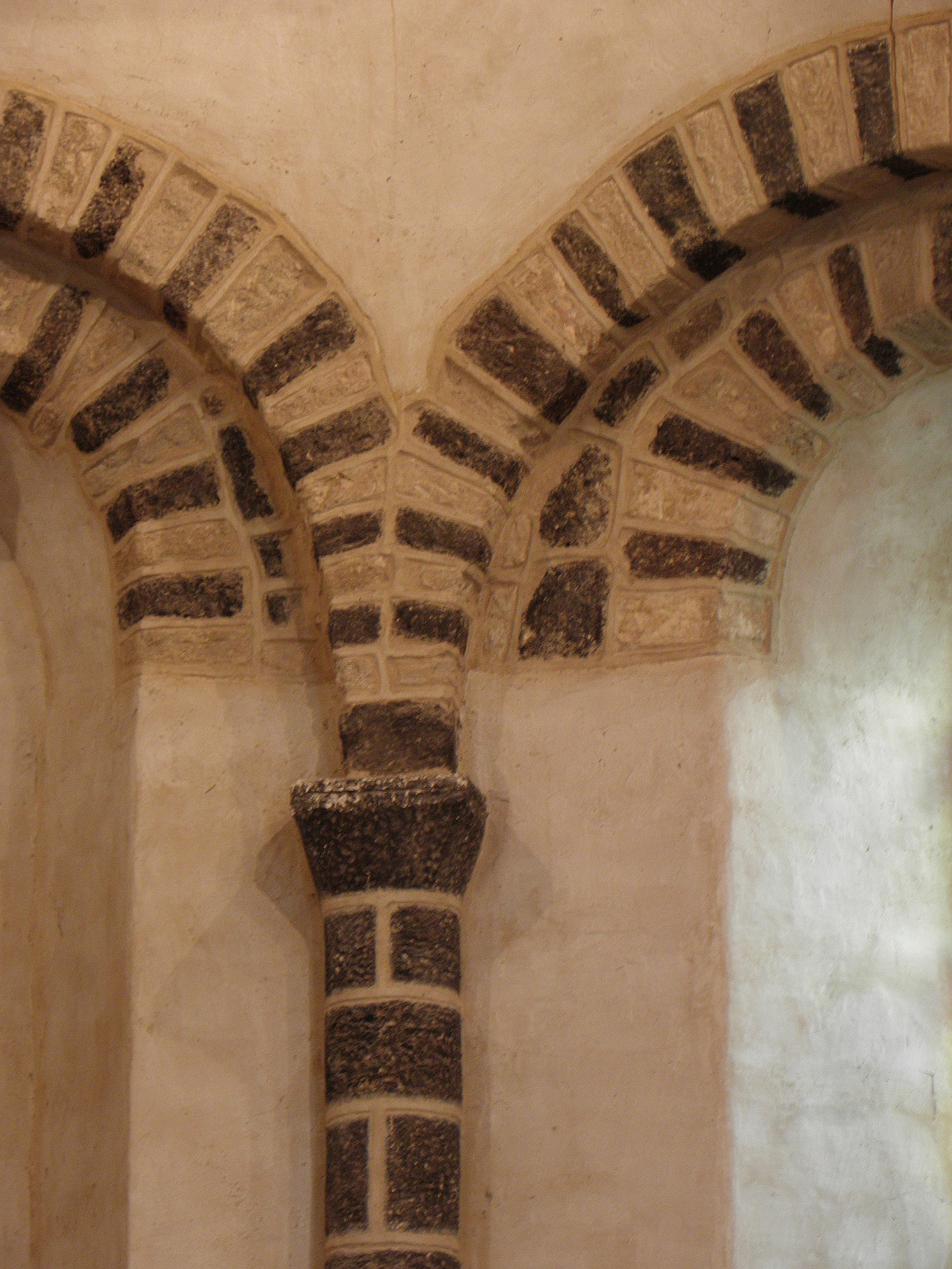
Arcatures du chœur
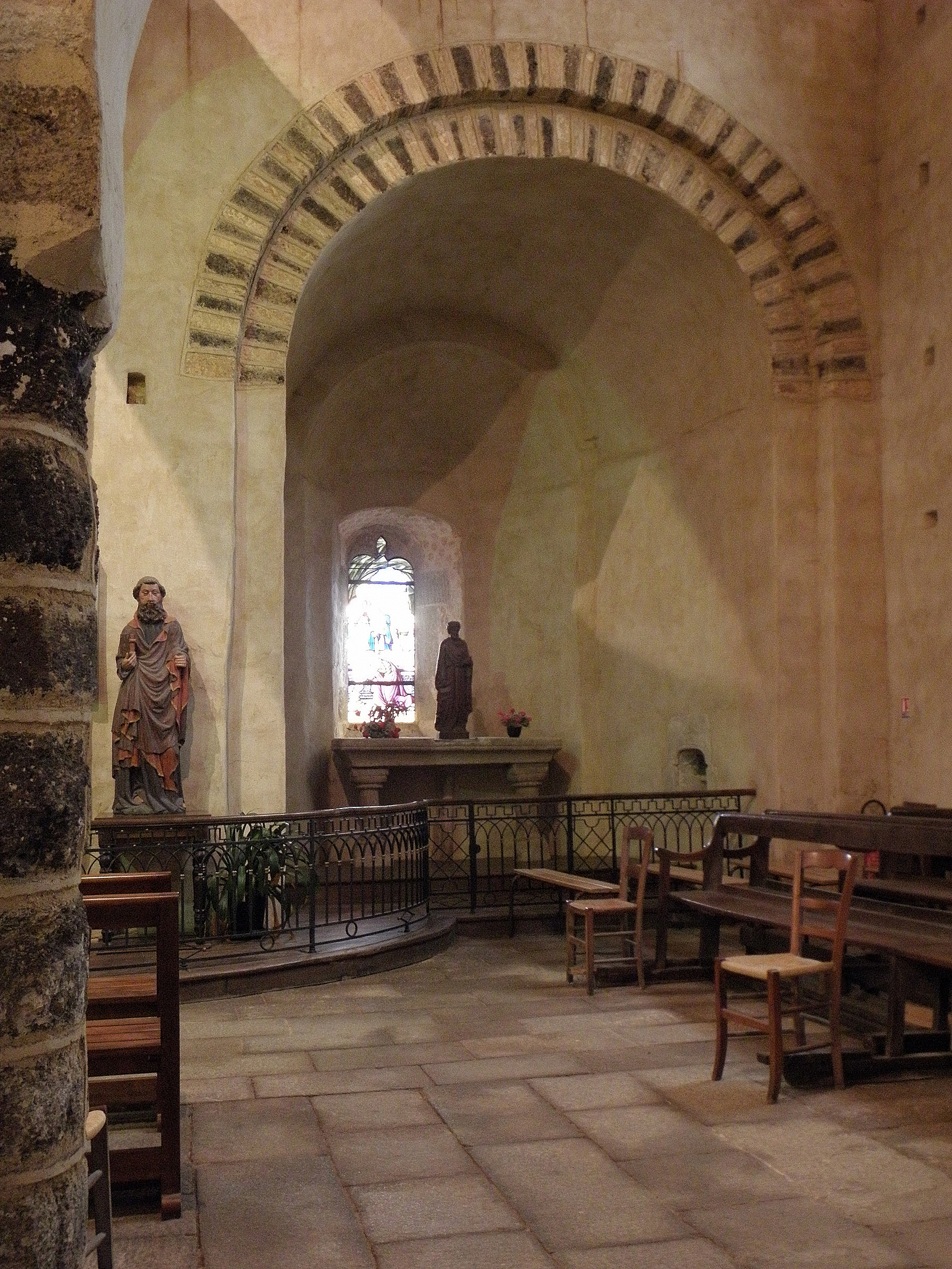
Absidiole
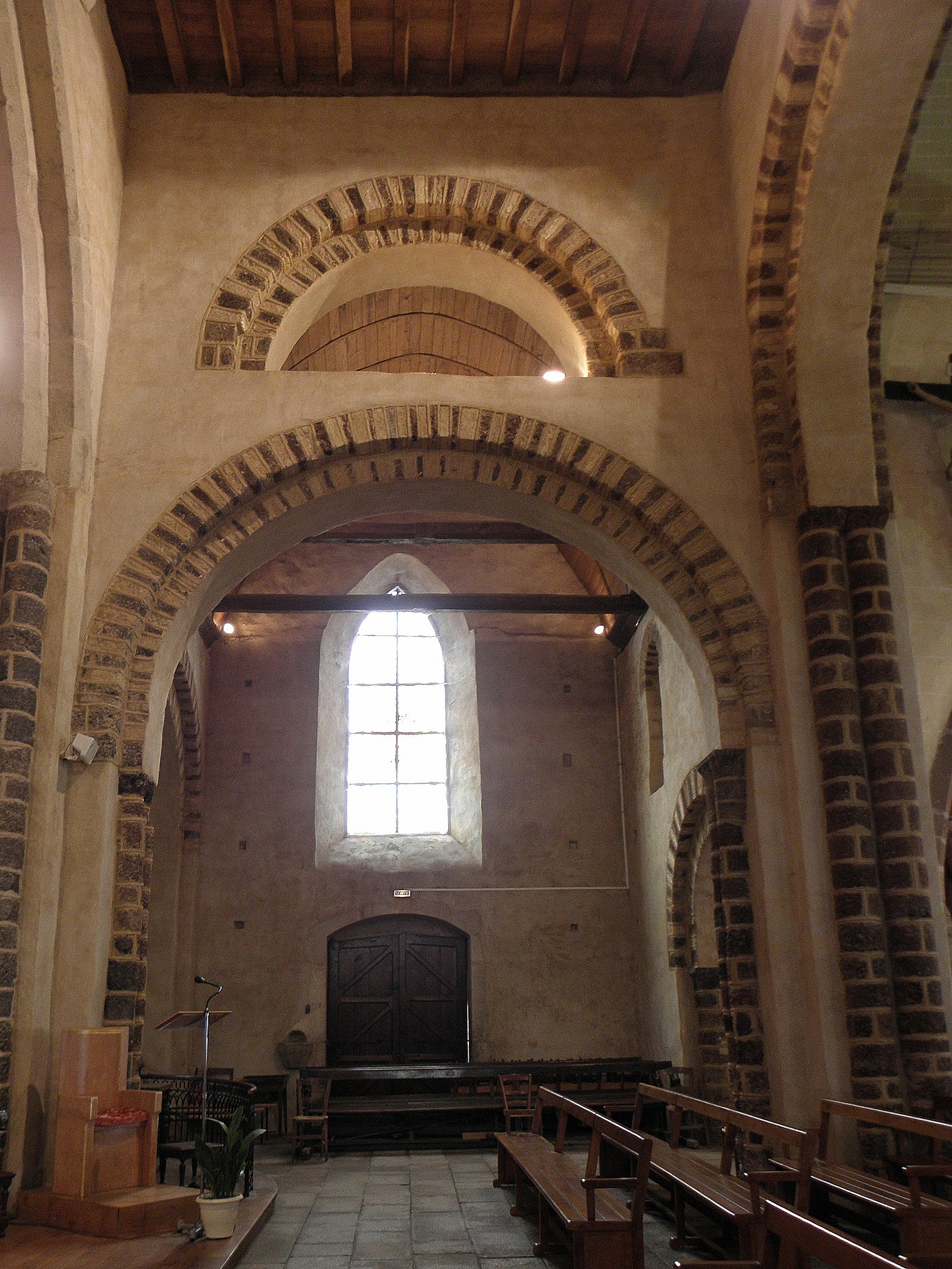
Arc latéraux du transept
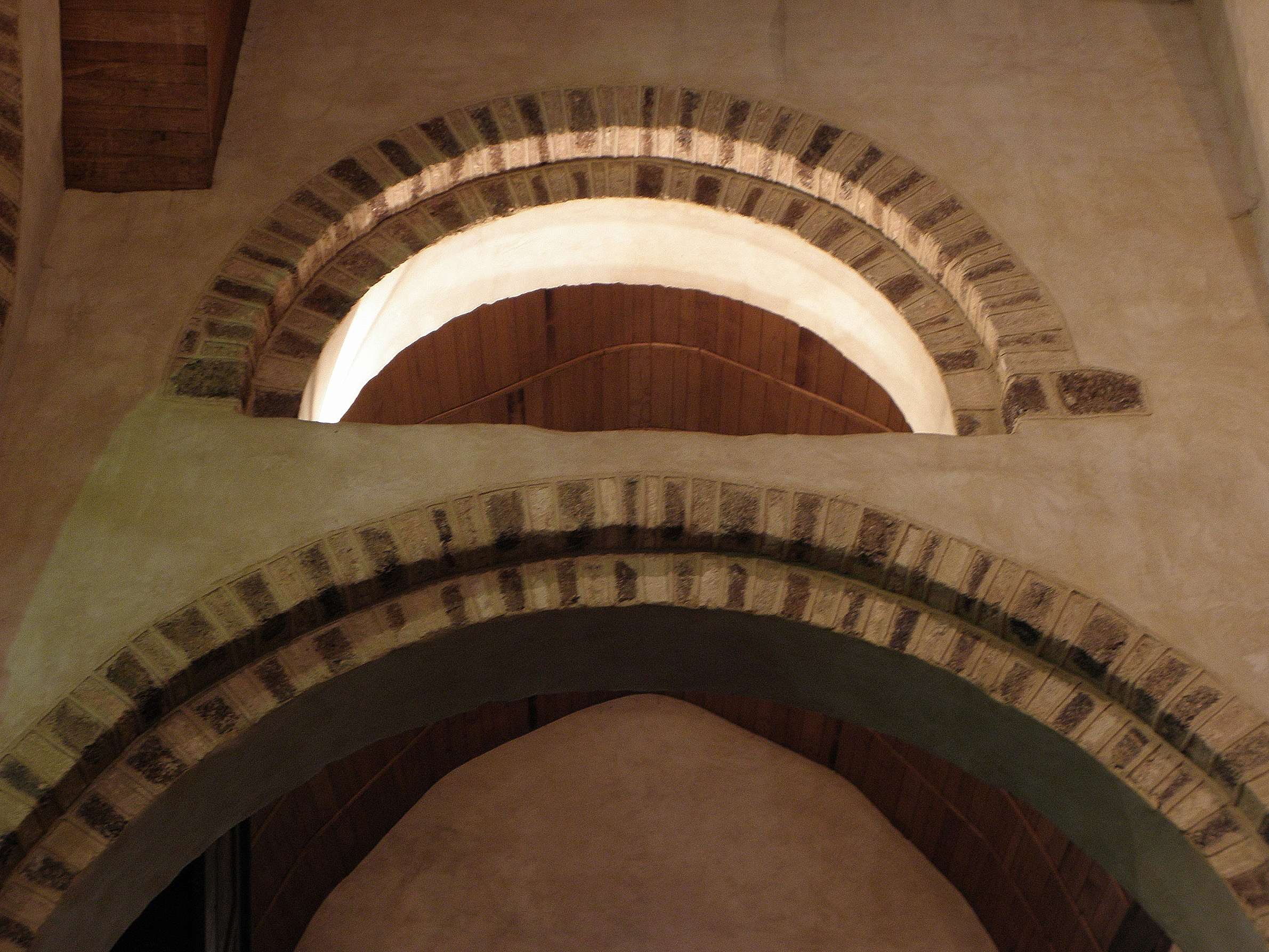
Arcs superposés du transept